# Kō Itakura
Kō Itakura (板倉 滉?, Itakura Kō; Yokohama, 27 gennaio 1997) è un calciatore giapponese, difensore dell'Ajax e della nazionale giapponese.

## Caratteristiche tecniche
È un difensore centrale, ma può ricoprire pure il ruolo di mediano, calciatore dotato di buona corsa e reattività che gli tornano utili nel gioco difensivo, fisicamente resistente è capace di affrontare l'avversario anche nello scontro fisico, inoltre sa usare bene il tackle. Tra le sue abilità va citata la sua capacità di segnare con il colpo di testa.

## Carriera

### Club

#### Kawasaki Frontale
La sua carriera come calciatore professionista ha inizio il 25 maggio 2016 giocando come titolare per tutta la partita con il Kawasaki Frontale battendo per 2-1 il Vegalta Sendai. Si rivelerà determinante nella vittoria alla Coppa dell'Imperatore contro l'Urawa Red Diamonds sulla conclusione della partita fornirà al suo compagno Eduardo l'assist vincente con cui quest'ultimo segnerà il gol del 3-3 e la partita si concluderà ai rigori dove il Kawasaki Frontale vincerà per 3-1, non giocherà però nella finale persa per 2-1 contro il Kashima Antlers. La squadra vincerà la sua prima J1 League, nell'edizione 2017, Itakura ha giocato in sole cinque partite. Ha segnato una sola rete per la squadra, nel pareggio per 1-1 contro l'Eastern SC nella AFC Champions League.

#### Vegalta Sendai e Groningen
Nel 2018 ha giocato per il Vegalta Sendai segnando il suo primo gol nel campionato, con la rete che deciderà la vittoria per 1-0 contro il Kashiwa Reysol, farà un'altra rete nella vittoria per 2-1 contro il Kashima Antlers, e un altro gol nel pareggio per 1-1 contro l'Urawa Red Diamonds. La squadra arriverà alla finale dell'edizione 2018 della Coppa dell'Imperatore e Itakura giocherà tutta la partita nella finale persa per 1-0 contro l'Urawa Red. Nel 2019 si trasferirà nel Groningen nei Paesi Bassi, prima nella selezione Under-21 nella Derde Divisie debuttando nella vittoria per 5-1 ai danni del FC Lisse, per poi giocare in prima squadra nell'Eredivisie. Segnerà un gol vincendo contro il Willem II per 3-2.

#### Schalke 04
Nel 2021 passa al Schalke 04 nella seconda divisione tedesca, ottenendo la promozione vincendo la 2. Bundesliga segnando quattro reti, sarà autore del gol del 1-1 pareggiando contro l'Amburgo, segna la rete del 4-1 battendo il Nürnberg, gli altri due gol riesce a segnarli battendo prima l'Hannover 96 per 2-1 e poi l'Heidenheim per 3-0.

### Nazionale
Ha fatto una lunga gavetta nelle nazionali giovanili, ha preso parte all'edizione 2018 della Coppa d'Asia Under-23 segnando il gol con cui il Giappone ha vinto di misura sia contro la Palestina che contro la Thailandia. Vincerà l'argento ai Giochi asiatici giocando come titolare nella finale vinta per 2-1 contro la Corea del Sud.
Farà il suo esordio in nazionale maggiore nella Copa América, nel 2019, contro l'Uruguay e la partita si concluderà con un pareggio di 2-2.
Il 29 marzo 2021 giocherà un'amichevole con la Nazionale Under-24 contro l'Argentina segnando una doppietta vincendo per 3-0. Con la Nazionale Olimpica prenderà parte ai Giochi di Tokyo nel pareggio contro la Nuova Zelanda il Giappone vincerà poi ai rigori per 4-2, Itakura è riuscito a segnare dal dischetto.
Ottiene la convocazione per il mondiale Qatar 2022 dove il Giappone per la prima volta sconfigge la Germania, nella prima partita benché non fosse la favorita, proprio per merito della palla calciata da Itakura su punizione, Takuma Asano segna il gol del 2-1.
Il 1º gennaio 2024 viene convocato per la Coppa d'Asia 2023. Il 3 febbraio 2024, nei quarti di finale contro l'Iran, Itakura commette un fallo al 90+3’ che concede agli avversari il rigore con cui si impongono per 2-1 costando l'eliminazione del Giappone.

## Statistiche

### Presenze e reti nei club
Statistiche aggiornate al 18 maggio 2024.
| Stagione                   | Club                       | Campionato                 | Campionato | Campionato | Coppe nazionali | Coppe nazionali | Coppe nazionali | Coppe continentali | Coppe continentali | Coppe continentali | Supercoppe | Supercoppe | Supercoppe | Totale | Totale |
| Stagione                   | Club                       | Comp                       | Pres       | Reti       | Comp            | Pres            | Reti            | Comp               | Pres               | Reti               | Comp       | Pres       | Reti       | Pres   | Reti   |
| -------------------------- | -------------------------- | -------------------------- | ---------- | ---------- | --------------- | --------------- | --------------- | ------------------ | ------------------ | ------------------ | ---------- | ---------- | ---------- | ------ | ------ |
| 2015                       | J. League U-22             | J3                         | 2          | 0          | -               | -               | -               | -                  | -                  | -                  | -          | -          | -          | 2      | 0      |
| 2015                       | Kawasaki Frontale          | J1                         | 0          | 0          | CdL+CI          | 0               | 0               | -                  | -                  | -                  | -          | -          | -          | 0      | 0      |
| 2016                       | Kawasaki Frontale          | J1                         | 2+1        | 0          | CdL+CI          | 1+3             | 0               | -                  | -                  | -                  | -          | -          | -          | 7      | 0      |
| 2017                       | Kawasaki Frontale          | J1                         | 5          | 0          | CdL+CI          | 4+3             | 0               | ACL                | 3                  | 1                  | -          | -          | -          | 15     | 1      |
| Totale Kawasaki Frontale   | Totale Kawasaki Frontale   | Totale Kawasaki Frontale   | 8          | 0          |                 | 11              | 0               |                    | 3                  | 1                  |            | -          | -          | 22     | 1      |
| 2018                       | Vegalta Sendai             | J1                         | 24         | 3          | CdL+CI          | 4+4             | 0               | -                  | -                  | -                  | -          | -          | -          | 32     | 3      |
| gen.-giu. 2019             | Groningen                  | ED                         | 0          | 0          | -               | -               | -               | -                  | -                  | -                  | -          | -          | -          | 0      | 0      |
| 2019-2020                  | Groningen                  | ED                         | 22         | 0          | CO              | 1               | 0               | -                  | -                  | -                  | -          | -          | -          | 23     | 0      |
| 2020-2021                  | Groningen                  | ED                         | 34+1       | 1+0        | CO              | 1               | 0               | -                  | -                  | -                  | -          | -          | -          | 36     | 1      |
| Totale Groningen           | Totale Groningen           | Totale Groningen           | 57         | 1          |                 | 2               | 0               |                    | -                  | -                  |            | -          | -          | 59     | 1      |
| 2021-2022                  | Schalke 04                 | 2.BL                       | 31         | 4          | CG              | 1               | 0               | -                  | -                  | -                  | -          | -          | -          | 32     | 4      |
| 2022-2023                  | Borussia M'gladbach        | BL                         | 24         | 0          | CG              | 1               | 0               | -                  | -                  | -                  | -          | -          | -          | 25     | 0      |
| 2023-2024                  | Borussia M'gladbach        | BL                         | 20         | 3          | CG              | 2               | 0               | -                  | -                  | -                  | -          | -          | -          | 22     | 3      |
| Totale Borussia M'gladbach | Totale Borussia M'gladbach | Totale Borussia M'gladbach | 44         | 3          |                 | 3               | 0               |                    | -                  | -                  |            | -          | -          | 47     | 3      |
| Totale carriera            | Totale carriera            | Totale carriera            | 168        | 11         |                 | 25              | 0               |                    | 3                  | 1                  |            | -          | -          | 194    | 12     |

### Cronologia presenze e reti in nazionale
| Cronologia completa delle presenze e delle reti in nazionale ― Giappone | Cronologia completa delle presenze e delle reti in nazionale ― Giappone | Cronologia completa delle presenze e delle reti in nazionale ― Giappone | Cronologia completa delle presenze e delle reti in nazionale ― Giappone | Cronologia completa delle presenze e delle reti in nazionale ― Giappone | Cronologia completa delle presenze e delle reti in nazionale ― Giappone | Cronologia completa delle presenze e delle reti in nazionale ― Giappone | Cronologia completa delle presenze e delle reti in nazionale ― Giappone |
| Data                                                                    | Città                                                                   | In casa                                                                 | Risultato                                                               | Ospiti                                                                  | Competizione                                                            | Reti                                                                    | Note                                                                    |
| ----------------------------------------------------------------------- | ----------------------------------------------------------------------- | ----------------------------------------------------------------------- | ----------------------------------------------------------------------- | ----------------------------------------------------------------------- | ----------------------------------------------------------------------- | ----------------------------------------------------------------------- | ----------------------------------------------------------------------- |
| 21-6-2019                                                               | Porto Alegre                                                            | Uruguay                                                                 | 2 – 2                                                                   | Giappone                                                                | Coppa America 2019 - 1º turno                                           | -                                                                       |                                                                         |
| 25-6-2019                                                               | Belo Horizonte                                                          | Ecuador                                                                 | 1 – 1                                                                   | Giappone                                                                | Coppa America 2019 - 1º turno                                           | -                                                                       | 88’                                                                     |
| 5-9-2019                                                                | Kashima                                                                 | Giappone                                                                | 2 – 0                                                                   | Paraguay                                                                | Amichevole                                                              | -                                                                       | 76’                                                                     |
| 12-11-2020                                                              | Graz                                                                    | Giappone                                                                | 1 – 0                                                                   | Panama                                                                  | Amichevole                                                              | -                                                                       |                                                                         |
| 28-5-2021                                                               | Chiba                                                                   | Giappone                                                                | 10 – 0                                                                  | Birmania                                                                | Qual. Mondiali 2022                                                     | 1                                                                       |                                                                         |
| 27-1-2022                                                               | Saitama                                                                 | Giappone                                                                | 2 – 0                                                                   | Cina                                                                    | Qual. Mondiali 2022                                                     | -                                                                       |                                                                         |
| 1-2-2022                                                                | Saitama                                                                 | Giappone                                                                | 2 – 0                                                                   | Arabia Saudita                                                          | Qual. Mondiali 2022                                                     | -                                                                       | 21’                                                                     |
| 24-3-2022                                                               | Sydney                                                                  | Australia                                                               | 0 – 2                                                                   | Giappone                                                                | Qual. Mondiali 2022                                                     | -                                                                       |                                                                         |
| 2-6-2022                                                                | Sapporo                                                                 | Giappone                                                                | 4 – 1                                                                   | Paraguay                                                                | Amichevole                                                              | -                                                                       | 46’                                                                     |
| 6-6-2022                                                                | Tokyo                                                                   | Giappone                                                                | 0 – 1                                                                   | Brasile                                                                 | Amichevole                                                              | -                                                                       |                                                                         |
| 10-6-2022                                                               | Kobe                                                                    | Giappone                                                                | 4 – 1                                                                   | Ghana                                                                   | Amichevole                                                              | -                                                                       | 46’                                                                     |
| 14-6-2022                                                               | Suita                                                                   | Giappone                                                                | 0 – 3                                                                   | Tunisia                                                                 | Amichevole                                                              | -                                                                       |                                                                         |
| 17-11-2022                                                              | Dubai                                                                   | Giappone                                                                | 1 – 2                                                                   | Canada                                                                  | Amichevole                                                              | -                                                                       | 67’                                                                     |
| 23-11-2022                                                              | Al Rayyan                                                               | Germania                                                                | 1 – 2                                                                   | Giappone                                                                | Mondiali 2022 - 1º turno                                                | -                                                                       |                                                                         |
| 27-11-2022                                                              | Al Rayyan                                                               | Giappone                                                                | 0 – 1                                                                   | Costa Rica                                                              | Mondiali 2022 - 1º turno                                                | -                                                                       | 84’                                                                     |
| 1-12-2022                                                               | Al Rayyan                                                               | Giappone                                                                | 2 – 1                                                                   | Spagna                                                                  | Mondiali 2022 - 1º turno                                                | -                                                                       | 39’                                                                     |
| 24-3-2023                                                               | Tokyo                                                                   | Giappone                                                                | 1 – 1                                                                   | Uruguay                                                                 | Amichevole                                                              | -                                                                       |                                                                         |
| 28-3-2023                                                               | Ōsaka                                                                   | Giappone                                                                | 1 – 2                                                                   | Colombia                                                                | Amichevole                                                              | -                                                                       | cap.                                                                    |
| 15-6-2023                                                               | Toyota                                                                  | Giappone                                                                | 6 – 0                                                                   | El Salvador                                                             | Amichevole                                                              | -                                                                       |                                                                         |
| 20-6-2023                                                               | Suita                                                                   | Giappone                                                                | 4 – 1                                                                   | Perù                                                                    | Amichevole                                                              | -                                                                       |                                                                         |
| 9-9-2023                                                                | Wolfsburg                                                               | Germania                                                                | 1 – 4                                                                   | Giappone                                                                | Amichevole                                                              | -                                                                       | 52’                                                                     |
| 17-10-2023                                                              | Kōbe                                                                    | Giappone                                                                | 2 – 0                                                                   | Tunisia                                                                 | Amichevole                                                              | -                                                                       | 72’                                                                     |
| 14-1-2024                                                               | Doha                                                                    | Giappone                                                                | 4 – 2                                                                   | Vietnam                                                                 | Coppa d'Asia 2023 - 1º turno                                            | -                                                                       |                                                                         |
| 19-1-2024                                                               | Al Rayyan                                                               | Iraq                                                                    | 2 – 1                                                                   | Giappone                                                                | Coppa d'Asia 2023 - 1º turno                                            | -                                                                       |                                                                         |
| 31-1-2024                                                               | Doha                                                                    | Bahrein                                                                 | 1 – 3                                                                   | Giappone                                                                | Coppa d'Asia 2023 - Ottavi di finale                                    | -                                                                       |                                                                         |
| 3-2-2024                                                                | Al Rayyan                                                               | Iran                                                                    | 2 – 1                                                                   | Giappone                                                                | Coppa d'Asia 2023 - Quarti di finale                                    | -                                                                       | 24’                                                                     |
| 21-3-2024                                                               | Tokyo                                                                   | Giappone                                                                | 1 – 0                                                                   | Corea del Nord                                                          | Qual. Mondiali 2026                                                     | -                                                                       | cap.                                                                    |
| 6-6-2024                                                                | Yangon                                                                  | Birmania                                                                | 0 – 5                                                                   | Giappone                                                                | Qual. Mondiali 2026                                                     | -                                                                       | 80’                                                                     |
| 11-6-2024                                                               | Hiroshima                                                               | Giappone                                                                | 5 – 0                                                                   | Siria                                                                   | Qual. Mondiali 2026                                                     | -                                                                       |                                                                         |
| 5-9-2024                                                                | Saitama                                                                 | Giappone                                                                | 7 – 0                                                                   | Cina                                                                    | Qual. Mondiali 2026                                                     | -                                                                       | 71’                                                                     |
| 10-9-2024                                                               | Riffa                                                                   | Bahrein                                                                 | 0 – 5                                                                   | Giappone                                                                | Qual. Mondiali 2026                                                     | -                                                                       |                                                                         |
| 10-10-2024                                                              | Gedda                                                                   | Arabia Saudita                                                          | 0 – 2                                                                   | Giappone                                                                | Qual. Mondiali 2026                                                     | -                                                                       |                                                                         |
| 15-10-2024                                                              | Saitama                                                                 | Giappone                                                                | 1 – 1                                                                   | Australia                                                               | Qual. Mondiali 2026                                                     | -                                                                       |                                                                         |
| 15-11-2024                                                              | Giacarta                                                                | Indonesia                                                               | 0 – 4                                                                   | Giappone                                                                | Qual. Mondiali 2026                                                     | -                                                                       |                                                                         |
| 19-11-2024                                                              | Xiamen                                                                  | Cina                                                                    | 1 – 3                                                                   | Giappone                                                                | Qual. Mondiali 2026                                                     | 1                                                                       |                                                                         |
| 20-3-2025                                                               | Saitama                                                                 | Giappone                                                                | 2 – 0                                                                   | Bahrein                                                                 | Qual. Mondiali 2026                                                     | -                                                                       |                                                                         |
| 25-3-2025                                                               | Saitama                                                                 | Giappone                                                                | 0 – 0                                                                   | Arabia Saudita                                                          | Qual. Mondiali 2026                                                     | -                                                                       |                                                                         |
| Totale                                                                  |                                                                         | Presenze                                                                | 37                                                                      |                                                                         | Reti                                                                    | 2                                                                       |                                                                         |

| Cronologia completa delle presenze e delle reti in nazionale ― Giappone Olimpica | Cronologia completa delle presenze e delle reti in nazionale ― Giappone Olimpica | Cronologia completa delle presenze e delle reti in nazionale ― Giappone Olimpica | Cronologia completa delle presenze e delle reti in nazionale ― Giappone Olimpica | Cronologia completa delle presenze e delle reti in nazionale ― Giappone Olimpica | Cronologia completa delle presenze e delle reti in nazionale ― Giappone Olimpica | Cronologia completa delle presenze e delle reti in nazionale ― Giappone Olimpica | Cronologia completa delle presenze e delle reti in nazionale ― Giappone Olimpica |
| Data                                                                             | Città                                                                            | In casa                                                                          | Risultato                                                                        | Ospiti                                                                           | Competizione                                                                     | Reti                                                                             | Note                                                                             |
| -------------------------------------------------------------------------------- | -------------------------------------------------------------------------------- | -------------------------------------------------------------------------------- | -------------------------------------------------------------------------------- | -------------------------------------------------------------------------------- | -------------------------------------------------------------------------------- | -------------------------------------------------------------------------------- | -------------------------------------------------------------------------------- |
| 22-7-2021                                                                        | Chōfu                                                                            | Giappone                                                                         | 1 – 0                                                                            | Sudafrica                                                                        | Olimpiadi 2020 - 1º turno                                                        | -                                                                                |                                                                                  |
| 25-7-2021                                                                        | Saitama                                                                          | Giappone                                                                         | 2 – 1                                                                            | Messico                                                                          | Olimpiadi 2020 - 1º turno                                                        | -                                                                                |                                                                                  |
| 28-7-2021                                                                        | Yokohama                                                                         | Francia                                                                          | 0 – 4                                                                            | Giappone                                                                         | Olimpiadi 2020 - 1º turno                                                        | -                                                                                | 72’                                                                              |
| 31-7-2021                                                                        | Kashima                                                                          | Giappone                                                                         | 0 – 0 dts (4 – 2 dtr)                                                            | Nuova Zelanda                                                                    | Olimpiadi 2020 - Quarti di finale                                                | -                                                                                | 90’                                                                              |
| 3-8-2021                                                                         | Saitama                                                                          | Giappone                                                                         | 0 – 1 dts                                                                        | Spagna                                                                           | Olimpiadi 2020 - Semifinale                                                      | -                                                                                |                                                                                  |
| 6-8-2021                                                                         | Saitama                                                                          | Messico                                                                          | 3 – 1                                                                            | Giappone                                                                         | Olimpiadi 2020 - Finale 3º posto                                                 | -                                                                                | 71’                                                                              |
| Totale                                                                           |                                                                                  | Presenze                                                                         | 6                                                                                |                                                                                  | Reti                                                                             | 0                                                                                |                                                                                  |

| Cronologia completa delle presenze e delle reti in nazionale ― Giappone under 23 | Cronologia completa delle presenze e delle reti in nazionale ― Giappone under 23 | Cronologia completa delle presenze e delle reti in nazionale ― Giappone under 23 | Cronologia completa delle presenze e delle reti in nazionale ― Giappone under 23 | Cronologia completa delle presenze e delle reti in nazionale ― Giappone under 23 | Cronologia completa delle presenze e delle reti in nazionale ― Giappone under 23 | Cronologia completa delle presenze e delle reti in nazionale ― Giappone under 23 | Cronologia completa delle presenze e delle reti in nazionale ― Giappone under 23 |
| Data                                                                             | Città                                                                            | In casa                                                                          | Risultato                                                                        | Ospiti                                                                           | Competizione                                                                     | Reti                                                                             | Note                                                                             |
| -------------------------------------------------------------------------------- | -------------------------------------------------------------------------------- | -------------------------------------------------------------------------------- | -------------------------------------------------------------------------------- | -------------------------------------------------------------------------------- | -------------------------------------------------------------------------------- | -------------------------------------------------------------------------------- | -------------------------------------------------------------------------------- |
| 10-1-2018                                                                        | Jiangyin                                                                         | Giappone under 23                                                                | 1 – 0                                                                            | Palestina under 23                                                               | Coppa d'Asia AFC Under-23 2018                                                   | 1                                                                                |                                                                                  |
| 13-1-2018                                                                        | Jiangyin                                                                         | Thailandia under 23                                                              | 0 – 1                                                                            | Giappone under 23                                                                | Coppa d'Asia AFC Under-23 2018                                                   | 1                                                                                |                                                                                  |
| 28-5-2018                                                                        | Vitrolles                                                                        | Turchia under 23                                                                 | 2 – 1                                                                            | Giappone under 23                                                                | Torneo di Tolone 2018 - 1º turno                                                 | -                                                                                |                                                                                  |
| 31-5-2018                                                                        | Vitrolles                                                                        | Giappone under 23                                                                | 3 – 2                                                                            | Portogallo under 23                                                              | Torneo di Tolone 2018 - 1º turno                                                 | -                                                                                |                                                                                  |
| 3-6-2018                                                                         | Fos-sur-Mer                                                                      | Giappone under 23                                                                | 1 – 1                                                                            | Canada under 23                                                                  | Torneo di Tolone 2018 - 1º turno                                                 | -                                                                                | 57’                                                                              |
| 7-6-2018                                                                         | Carnoux-en-Provence                                                              | Giappone under 23                                                                | 1 – 0                                                                            | Togo under 23                                                                    | Torneo di Tolone 2018 - Play-off 7º posto                                        | -                                                                                | 55’                                                                              |
| 14-8-2018                                                                        | Cikarang                                                                         | Giappone under 23                                                                | 1 – 0                                                                            | Nepal under 23                                                                   | XVIII Giochi asiatici                                                            | -                                                                                | 65’                                                                              |
| 16-8-2018                                                                        | Cikarang                                                                         | Pakistan under 23                                                                | 0 – 4                                                                            | Giappone under 23                                                                | XVIII Giochi asiatici                                                            | -                                                                                | cap.                                                                             |
| 24-8-2018                                                                        | Bekasi                                                                           | Malaysia under 23                                                                | 0 – 1                                                                            | Giappone under 23                                                                | XVIII Giochi asiatici                                                            | -                                                                                | cap. 80’                                                                         |
| 27-8-2018                                                                        | Palembang                                                                        | Arabia Saudita under 23                                                          | 1 – 2                                                                            | Giappone under 23                                                                | XVIII Giochi asiatici                                                            | -                                                                                | cap. 68’                                                                         |
| 1-9-2018                                                                         | Cibinong                                                                         | Corea del Sud under 23                                                           | 2 – 1 dts                                                                        | Giappone under 23                                                                | XVIII Giochi asiatici                                                            | -                                                                                | 82’                                                                              |
| 14-11-2018                                                                       | Dubai                                                                            | Uzbekistan under 23                                                              | 2 – 2                                                                            | Giappone under 23                                                                | Amichevole                                                                       | -                                                                                |                                                                                  |
| 17-11-2018                                                                       | Dubai                                                                            | Giappone under 23                                                                | 5 – 0                                                                            | Kuwait under 23                                                                  | Amichevole                                                                       | -                                                                                | 78’                                                                              |
| 20-11-2018                                                                       | Dubai                                                                            | Emirati Arabi Uniti under 23                                                     | 1 – 1                                                                            | Giappone under 23                                                                | Amichevole                                                                       | -                                                                                |                                                                                  |
| 22-3-2019                                                                        | Yangon                                                                           | Giappone under 23                                                                | 8 – 0                                                                            | Macao under 23                                                                   | Qualificazioni Coppa d'Asia AFC Under-23 2020                                    | 1                                                                                |                                                                                  |
| 24-3-2019                                                                        | Yangon                                                                           | Timor Est under 23                                                               | 0 – 6                                                                            | Giappone under 23                                                                | Qualificazioni Coppa d'Asia AFC Under-23 2020                                    | 1                                                                                |                                                                                  |
| 17-11-2019                                                                       | Hiroshima                                                                        | Giappone under 23                                                                | 0 – 2                                                                            | Colombia under 23                                                                | Amichevole                                                                       | -                                                                                |                                                                                  |
| 26-3-2021                                                                        | Chōfu                                                                            | Giappone under 23                                                                | 0 – 1                                                                            | Argentina under 23                                                               | Amichevole                                                                       | -                                                                                |                                                                                  |
| 29-3-2021                                                                        | Kitakyūshū                                                                       | Giappone under 23                                                                | 3 – 0                                                                            | Argentina under 23                                                               | Amichevole                                                                       | 2                                                                                | cap.                                                                             |
| 5-6-2021                                                                         | Fukuoka                                                                          | Giappone under 23                                                                | 6 – 0                                                                            | Ghana under 23                                                                   | Amichevole                                                                       | -                                                                                | 58’                                                                              |
| 12-7-2021                                                                        | Ōsaka                                                                            | Giappone under 23                                                                | 3 – 1                                                                            | Honduras under 23                                                                | Amichevole                                                                       | -                                                                                | 63’                                                                              |
| 17-7-2021                                                                        | Kōbe                                                                             | Giappone under 23                                                                | 1 – 1                                                                            | Spagna under 23                                                                  | Amichevole                                                                       | -                                                                                |                                                                                  |
| Totale                                                                           |                                                                                  | Presenze                                                                         | 22                                                                               |                                                                                  | Reti                                                                             | 6                                                                                |                                                                                  |

| Cronologia completa delle presenze e delle reti in nazionale ― Giappone under 20 | Cronologia completa delle presenze e delle reti in nazionale ― Giappone under 20 | Cronologia completa delle presenze e delle reti in nazionale ― Giappone under 20 | Cronologia completa delle presenze e delle reti in nazionale ― Giappone under 20 | Cronologia completa delle presenze e delle reti in nazionale ― Giappone under 20 | Cronologia completa delle presenze e delle reti in nazionale ― Giappone under 20 | Cronologia completa delle presenze e delle reti in nazionale ― Giappone under 20 | Cronologia completa delle presenze e delle reti in nazionale ― Giappone under 20 |
| Data                                                                             | Città                                                                            | In casa                                                                          | Risultato                                                                        | Ospiti                                                                           | Competizione                                                                     | Reti                                                                             | Note                                                                             |
| -------------------------------------------------------------------------------- | -------------------------------------------------------------------------------- | -------------------------------------------------------------------------------- | -------------------------------------------------------------------------------- | -------------------------------------------------------------------------------- | -------------------------------------------------------------------------------- | -------------------------------------------------------------------------------- | -------------------------------------------------------------------------------- |
| 21-5-2017                                                                        | Suwon                                                                            | Sudafrica under 20                                                               | 1 – 2                                                                            | Giappone under 20                                                                | Mondiali Under-20 2017 - 1º turno                                                | -                                                                                | 90+2’                                                                            |
| 30-5-2017                                                                        | Daejeon                                                                          | Venezuela under 20                                                               | 1 – 0 dts                                                                        | Giappone under 20                                                                | Mondiali Under-20 2017 - Ottavi di finale                                        | -                                                                                | 76’                                                                              |
| Totale                                                                           |                                                                                  | Presenze                                                                         | 2                                                                                |                                                                                  | Reti                                                                             | 0                                                                                |                                                                                  |

| Cronologia completa delle presenze e delle reti in nazionale ― Giappone under 19 | Cronologia completa delle presenze e delle reti in nazionale ― Giappone under 19 | Cronologia completa delle presenze e delle reti in nazionale ― Giappone under 19 | Cronologia completa delle presenze e delle reti in nazionale ― Giappone under 19 | Cronologia completa delle presenze e delle reti in nazionale ― Giappone under 19 | Cronologia completa delle presenze e delle reti in nazionale ― Giappone under 19 | Cronologia completa delle presenze e delle reti in nazionale ― Giappone under 19 | Cronologia completa delle presenze e delle reti in nazionale ― Giappone under 19 |
| Data                                                                             | Città                                                                            | In casa                                                                          | Risultato                                                                        | Ospiti                                                                           | Competizione                                                                     | Reti                                                                             | Note                                                                             |
| -------------------------------------------------------------------------------- | -------------------------------------------------------------------------------- | -------------------------------------------------------------------------------- | -------------------------------------------------------------------------------- | -------------------------------------------------------------------------------- | -------------------------------------------------------------------------------- | -------------------------------------------------------------------------------- | -------------------------------------------------------------------------------- |
| 27-10-2016                                                                       | Riffa                                                                            | Vietnam under 19                                                                 | 0 – 3                                                                            | Giappone under 19                                                                | Campionato asiatico di calcio Under-19                                           | -                                                                                |                                                                                  |
| Totale                                                                           |                                                                                  | Presenze                                                                         | 1                                                                                |                                                                                  | Reti                                                                             | 0                                                                                |                                                                                  |

## Palmarès

### Club
- Campionato giapponese: 1

Kawasaki Frontale: 2017
- Campionato tedesco di seconda divisione: 1

2021-2022

### Nazionale
- Coppa d'Asia Under-19

2016
- Giochi asiatici

2018